# علي الباخرزي
الباخَرْزي (00-467 هـ) (00-1075م) علي بن الحسن بن علي بن أبي الطيب الباخرزي، أبو الحسن:
أديب من الشعراء الكتاب. من أهل باخرز (من نواحي نيسابور) تعلم بها وبنيسابور، وقام برحلة واسعة في بلاد فارس والعراق. وقتل في مجلس أنس بباخرز. كان من كتاب الرسائل وله علم بالفقه والحديث.
اشتهر بكتابة دمية القصر وعصرة أهل العصر وهو ذيل ليتيمة الدهر لأبي منصور الثعالبي يترجم فيه لثلاثين وخمسمائة شاعر من معاصريه. وأهدى كتابه للوزير نظام الملك. له ديوان شعر في مجلد كبير.

## وصلات خارجية
- بوابة الشعراء : ديوان علي الباخرزي